# Biogno (Lugano)
Biogno è una frazione del comune svizzero di Lugano, nel Canton Ticino (distretto di Lugano).

## Storia

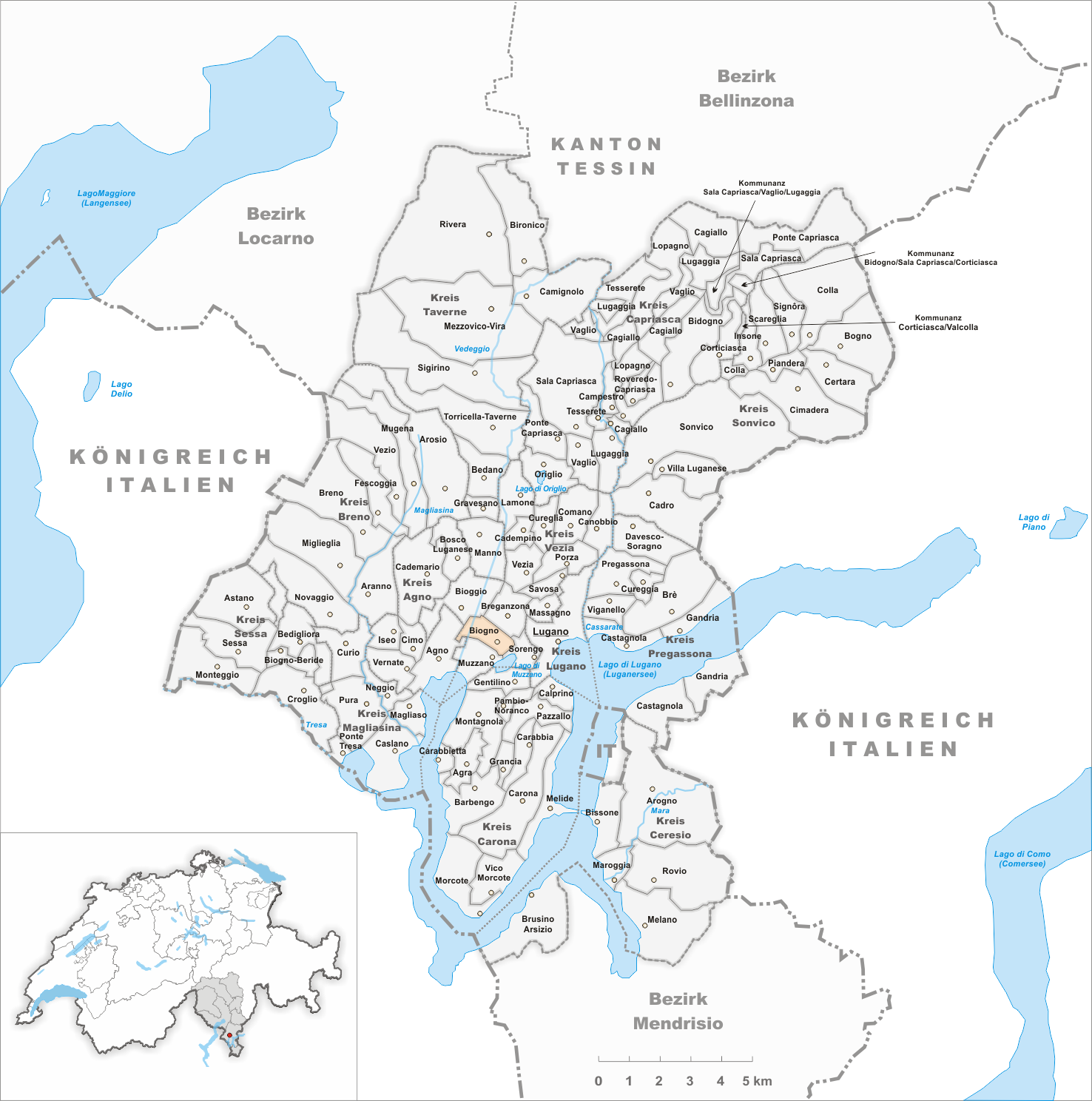
Il territorio del comune di Biogno prima degli accorpamenti comunali del 1925

Già comune autonomo, nel 1925 è stato accorpato al comune di Breganzona (tranne la frazione Mulini di Bioggio, aggregata a Bioggio), il quale a sua volta nel 2004 è stato accorpato al comune di Lugano.

## Monumenti e luoghi d'interesse

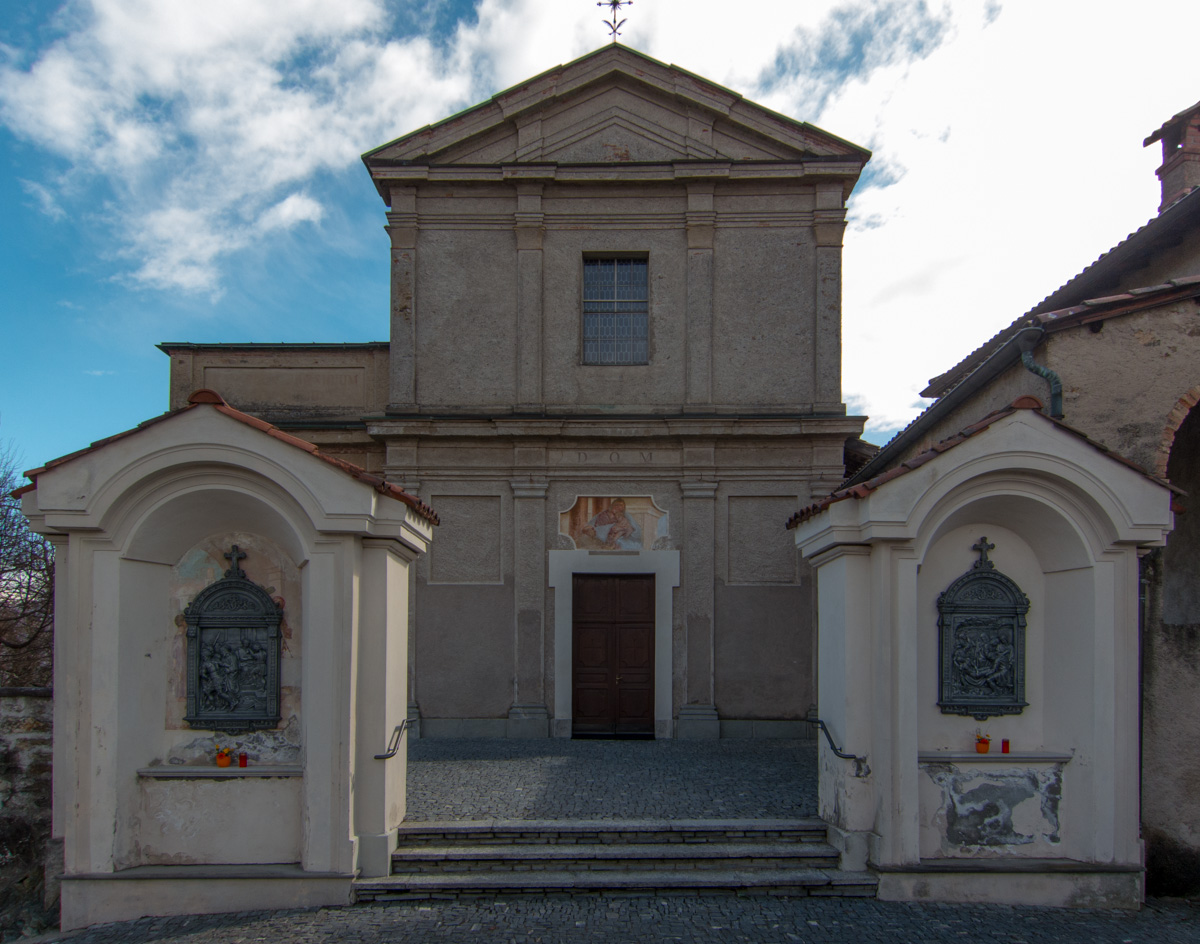
La chiesa dei Santi Quirico e Giulitta

- Chiesa dei Santi Quirico e Giulitta, consacrata nel 1489[1].